# 北海道教育大学附属旭川幼稚園
北海道教育大学附属旭川幼稚園（ほっかいどうきょういくだいがくふぞくあさひかわようちえん）は、北海道旭川市にある北海道教育大学附属の幼稚園。北海道教育大学2園の一つ。

## 概要
北海道教育大学附属の幼稚園で大部分の園児はほぼ無試験で附属旭川小学校、附属札幌小学校、附属函館小学校、附属釧路小学校に進学する。

## 沿革
- 1974年4月1日 - 文部省令第6号により設置認可
- 2004年4月1日 - 国立大学法人北海道教育大学附属旭川幼稚園に改称

## 所在地
- 北海道旭川市春光5条2丁目1番1号